# HD 6619
HD 6619，又名CD-36 417，SAO 192925、HR 323，是一颗恒星，视星等为6.61，位于銀經283.32，銀緯-80.89，其B1900.0坐标为赤經1h 1m 45.3s，赤緯-36° -80.89′ 43″。